# Radicipes verrilli
Radicipes verrilli är en korallart som först beskrevs av Wright 1885.  Radicipes verrilli ingår i släktet Radicipes och familjen Chrysogorgiidae. Inga underarter finns listade i Catalogue of Life.